# فليمنيغ راسموسن
فليمنيغ راسموسن (بالدنماركية: Flemming Rasmussen)‏ هو مهندس الصوت ومنتج أسطوانات وملحن دنماركي، ولد في 1958 في الدنمارك في مملكة الدنمارك.

## وصلات خارجية
- فليمنيغ راسموسن على موقع ميوزك برينز (الإنجليزية)
- فليمنيغ راسموسن على موقع أول ميوزيك (الإنجليزية)
- فليمنيغ راسموسن على موقع ديسكوغز (الإنجليزية)